# Конев, Иван Никанорович
Иван Никанорович Конев (1923—1989) — полковник Советской Армии, участник Великой Отечественной войны, Герой Советского Союза (1945).

## Биография
Иван Конев родился 12 марта 1923 года в селе Котельниково (ныне — Обоянский район Курской области). Окончил два курса библиотечного техникума. В феврале 1942 года Конев был призван на службу в Рабоче-крестьянскую Красную Армию. С июня того же года — на фронтах Великой Отечественной войны. К январю 1945 года гвардии старший сержант Иван Конев был механиком-водителем САУ 393-го гвардейского самоходно-артиллерийского полка 12-го гвардейского танкового корпуса 1-го Белорусского фронта. Особо отличился во время освобождения Польши.
16 января 1945 года Конев, находясь на своей САУ в составе передового отряда в районе города Сохачев, атаковал немецкую танковую и автомобильную колонну, огнём и гусеницами уничтожив 3 танка, 15 автомашин, 4 артиллерийских орудия и около 40 вражеских солдат и офицеров.
Указом Президиума Верховного Совета СССР от 27 февраля 1945 года за «образцовое выполнение заданий командования и проявленные мужество и героизм в боях с немецкими захватчиками» гвардии старший сержант Иван Конев был удостоен высокого звания Героя Советского Союза с вручением ордена Ленина и медали «Золотая Звезда» за номером 5721.
Участвовал во взятии Берлина в рядах 2-й Гвардейской танковой армии. Искусно маневрируя своей боевой машиной, обеспечил форсирование канала реки Шпрее. При этом экипаж его САУ уничтожил два танка противника, закончив войну на Александерплац. За этот бой Конев награждён орденом Красной Звезды.
После окончания войны Конев продолжил службу в Советской Армии. В 1949 году он окончил Горьковское военно-политическое училище, в 1954 году — Военно-политическую академию. В 1984 году в звании полковника Конев вышел в отставку. Проживал в Москве. Погиб в автокатастрофе 5 октября 1989 года, похоронен на Троекуровском кладбище Москвы.
Был также награждён орденами Отечественной войны 1-й и 2-й степеней, четырьмя орденами Красной Звезды, орденами «За службу Родине в Вооружённых Силах СССР» 3-й степени и Славы 3-й степени, рядом медалей.

## Память
8 мая 2015 г. на здании Обоянского филиала ОБПОУ "Курский колледж культуры" (бывший Обоянский библиотечный техникум) открыта мемориальная доска Герою Советского Союза Коневу И.Н.